# Ismail al-Azhari
Ismail al-Azhari (Saiyid) (en árabe: إسماعيل الأزهري‎) (20 de octubre de 1900-26 de agosto de 1969) fue un político sudanés. Fue primer ministro de Sudán entre 1954 y 1956, y presidente de su país desde 1965 hasta su derrocamiento por Yaafar al-Numeiry en 1969.

## Biografía
Nació en Omdurman, el 20 de octubre de 1900, hijo de un destacado clérigo. Recibió su educación en Wad Madani e ingresó en el Gordon Memorial College, en Jartum en 1917, aunque el manifestó posteriormente que no había completado su educación. Trabajó en escuelas primarias en Atbara e Omdurman y posteriormente estudió matemáticas en la Universidad Americana de Beirut, Líbano, donde se graduó en 1930. Fundó la Asociación de Artes y Correspondencia. Cuando fue fundada la Conferencia de Graduados fue elegido su secretario general en 1937; lideró varios partidos y movimientos de derechos civiles, y uno de los más importantes de esos partidos, el Partido Umma, que llamaba a la unión con Egipto en medio de peticiones de independencia de Sudán.
Al-Azhari fue presidente del Partido Unionista Nacional (actual Partido Unionista Democrático) cuando los partidos unionistas se unieron bajo su liderazgo. En 1954 fue elegido primer ministro por el parlamento y bajo la influencia de la idea creciente de independencia de Sudán y ante la unión con Egipto. Con el apoyo del movimiento de independencia llevó la propuesta para declarar la independencia al parlamento, la cual fue declarada el 1 de enero de 1956. Asumió el cargo de presidente del Consejo de Soberanía después de la revolución de octubre de 1964 durante el periodo de la segunda democracia. Fue arrestado durante el golpe de Estado de 1969, que perpetró el general Yaafar al-Numeiry, y encarcelado en la prisión  Cooper, donde enfermó y posteriormente fue llevado a un hospital donde murió.